# Flink (hulpmotor)
Flink is een Duits historisch merk van hulpmotoren voor fietsen, en was onderdeel van "Motoren Werke Varel". Het bedrijf was gevestigd Oldenburg.
Varel maakte de "Flink" 43cc-tweetaktmotor in het begin van de jaren vijftig. Deze werd door diverse fabrikanten van gemotoriseerde fietsen toegepast, onder andere door het Belgische merk Inkarette en de Zweedse merken Rambler, Karnan en Kroon. De kwaliteit van deze blokjes was matig, waardoor ze zeer zeldzaam zijn geworden.
Er was ook een luxe uitvoering, die onder de naam MWV (Motor Werke Varel) verkocht werd. De tank van deze motor werd echter hoger op de fiets gemonteerd dan bij de Flink.